# Yaho
Yaho là một tổng của tỉnh Balé ở phía nam Burkina Faso. Thủ phủ của tổng này là thị xã Yaho. Theo điều tra dân số năm 1996, tổng này có dân số 14.257 người.

## Các thị xã và các làng
Các thị xã và làng lớn nhất trong tỉnh này như sau:

- Yaho	(3 583 dân) (thủ phủ)
- Bondo	(1 580 dân)
- Fobiri	(1 690 dân)
- Grand-balé	(110 dân)
- Kongoba	(577 dân)
- Madou	(1 719 dân)
- Mamou	(2 843 dân)
- Maoula	(578 dân)
- Mina	(557 dân)
- Mouni	(1 020 dân)